# پادشاه ئه‌جانگ
پادشاه ئه‌جانگ (سلطنت: ۸۰۰ میلادی تا ۸۰۹ میلادی) (هانگول :애장) (هانجا :哀莊王) چهلمین پادشاه شیلا بود.